# Enseignement spécialisé

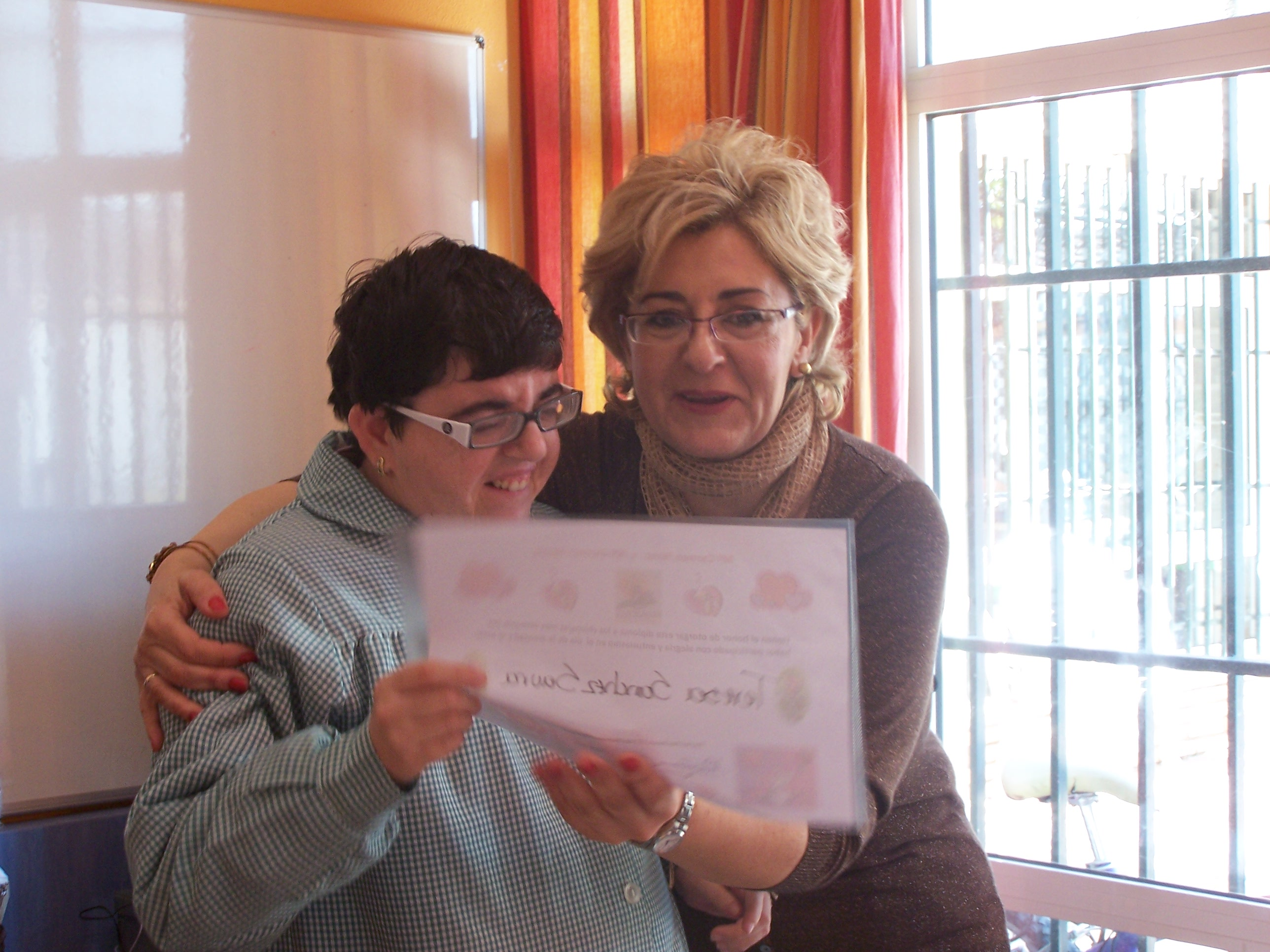
L'écrivain dans les activités de motivation pour les enfants spéciaux

L’enseignement spécialisé est une méthode d'enseignement destinée aux personnes ayant des besoins spéciaux dans le but de leur fournir un enseignement adapté à leurs besoins et différences propres. Idéalement, ceci suppose un programme établi individuellement et des méthodes d'apprentissage sur mesures, des équipements et matériels adaptés, des programmes adaptés et d'autres éléments permettant aux apprenants d'atteindre un haut degré d'autosuffisance.
Ce type de besoin s'adresse notamment aux personnes atteintes de trouble des apprentissages, des difficultés de communication, des troubles émotionnels et comportementaux, des handicaps physiques et intellectuels, et des troubles du développement. Les étudiants ayant ce type de besoins spéciaux ont la possibilité de bénéficier de services additionnels dont une approche différente de l'apprentissage, l'usage des technologies, des zones d'apprentissage adaptées, ou de ressources différentes.

## Approches nationales
L'enseignement spécialisé est l’un des nombreux domaines du travail social.

### Québec
Au Québec, l'éducation spécialisée s'adresse à toutes personnes en difficulté d'adaptation, que ce soit une difficulté d'apprentissage, une dépendance, un trouble mental, une déficience intellectuelle, un trouble du spectre de l'autisme, une situation nouvelle qui nécessite de l'adaptation, ou une perte cognitive ou d'autonomie.
Le programme d'éducation spécialisée se donne au Cégep.

### France
L'enseignement spécialisé relève des classes adaptées de l'Éducation nationale (Clis).

### Suisse
En Suisse, l'inclusion scolaire des enfants ayant une déficience s’inscrit dans le vaste chantier de la réforme des politiques d’accompagnement des personnes en situation de handicap, politiques qui ont fait de l’intégration leur cheval de bataille.

## Sources